# Кадораго
Кадораго, Кадораґо (італ. Cadorago) — муніципалітет в Італії, у регіоні Ломбардія, провінція Комо.
Кадораго розташоване на відстані близько 510 км на північний захід від Рима, 31 км на північний захід від Мілана, 12 км на південь від Комо.
Населення — 7884 особи (2014).
Щорічний фестиваль відбувається 11 листопада. Покровитель — святий Мартин.

## Демографія
Населення за роками:

Станом на 1 січня 2023 року в муніципалітеті офіційно проживало 565 іноземців з 64 країн, серед них 97 громадян країн Євросоюзу та 26 громадян України.

## Сусідні муніципалітети
- Бреньяно
- Фіно-Морнаско
- Гуанцате
- Ломаццо
- Вертемате-кон-Мінопріо